# Xtremeshallo
XtremeShallo è un mixtape dei rapper italiani Jesto e Canesecco, pubblicato il 1º novembre 2015.

## Tracce
1. XtremeShallo – 2:52
2. Dopo questa – 3:20
3. Pancake – 3:38
4. Escile – 3:18
5. SupershalloXtreme – 3:31
6. Bravoh – 3:41
7. EXPO (Skit) – 0:26
8. Sempre quello – 4:04
9. Senza lacrime – 2:46
10. Povero Cristo – 4:09

## Formazione
- Jesto – voce
- Canesecco – voce
- Pankees – produzione, missaggio, mastering, montaggio